# Warenkaufhaus Aronheim & Cohn (Stettin)
Das Warenkaufhaus Aronheim & Cohn ist ein ehemaliges Kaufhaus in Stettin. Das Kaufhaus stand in der heutigen Stefan-Wyszyński-Straße (Deutsch bis 1945: Breite Straße), in der Altstadt, im Stadtbezirk Śródmieście.
Das Warenkaufhaus Aronheim & Cohn grenzte mit seiner rechten Giebelwand an das Warenhaus Rudolph Karstadt.

## Geschichte
Das Kaufhaus Aronheim & Cohn wurde 1900/01 an der Stelle des Hotels „Drei Kronen“ errichtet. Das Gebäude beherbergte neben Geschäften auch eine Fotowerkstatt. Während des Zweiten Weltkriegs wurde das Kaufhaus zerstört. Nach dem Krieg riss man die Ruine ab und baute an ihrer Stelle einen neunstöckigen Wohnblock.

## Beschreibung
Das Warenkaufhaus Aronheim & Cohn war ein vierstöckiges Gebäude. Die Fassade war in zwei Segmente geteilt: einen größeren, mit einem Erker und einem Giebel im mittleren Teil, und einen kleineren, einachsigen, mit einem Helm. Das Erdgeschoss und die zwei Stockwerke waren fast vollständig mit Schaufenstern verglast, an denen verzierte Lampen mit kugelförmigen Schirmen angebracht waren. Das Dach war mit roten Dachziegeln gedeckt.